# Essex (Schiff, 1942)
Der Flugzeugträger USS Essex (CV-9) der US Navy fuhr Einsätze während des Zweiten Weltkriegs im Pazifik und wurde besonders bekannt durch die Angriffe auf die Marcusinsel und Wake, die Invasion der Gilbert-Inseln, sowie durch ihre Teilnahme an der Schlacht um die Marshallinseln, der Schlacht um die Marianen-Inseln, der Schlacht in der Philippinensee und der Seeschlacht von Leyte. Weiterhin fanden Operationen während des Koreakriegs statt. Die USS Essex war Typschiff von 32 Trägern der Essex-Klasse, von denen 24 fertiggestellt wurden.

## Geschichte
Die Kiellegung erfolgte am 28. April 1941 in Newport News, Virginia, bei der Newport News Shipbuilding and Drydock Company. Der Stapellauf fand am 31. Juli 1942 statt und die Übergabe an die amerikanische Marine war am 31. Dezember 1942. Die USS Essex war das erste Schiff einer Reihe von 27.100 Tonnen schweren Flugzeugträgern. Die Schiffsklasse wurde nach ihr Essex-Klasse benannt.

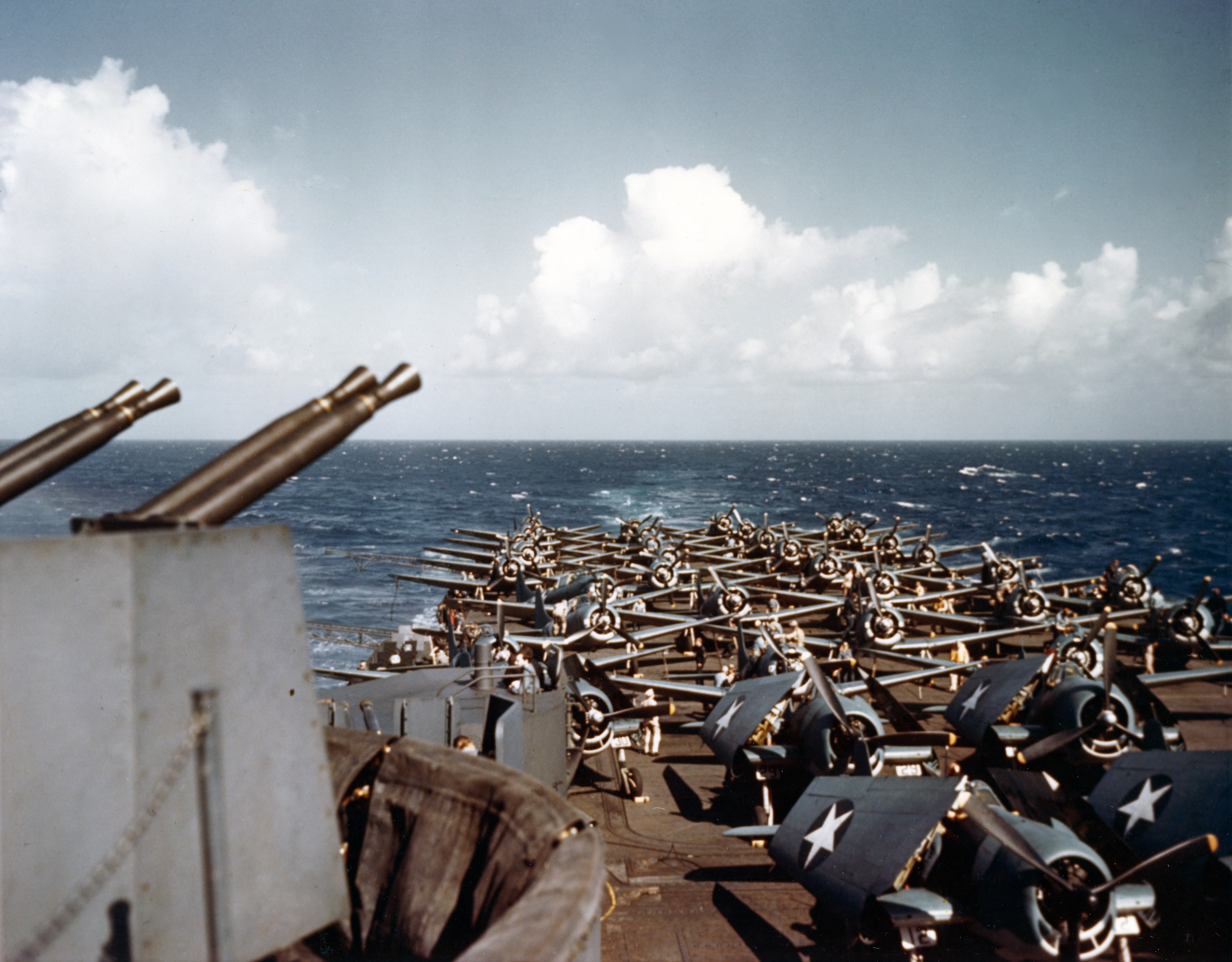
Blick auf das achtere Flugdeck der Essex, März 1943

### Pazifikkrieg
Nach der erfolgreich durchgeführten Jungfernfahrt im Atlantik wurde der Träger in den Pazifik verlegt und nahm an US-amerikanischen Operationen während des Pazifikkriegs teil. Mit der Task Force 15 fuhr die USS Essex am 31. August 1943 Angriffe auf die Markus Insel und am 5. und 6. Oktober als Flaggschiff der Task Force 14 konnte ein erfolgreicher Einsatz gegen Wake durchgeführt werden. Bei den Aktionen auf den Gilbert-Inseln führte die USS Essex zusammen mit der Task Group 50.3 die erste amphibische Landeaktion auf Tarawa vom 18. bis zum 23. November durch. Kurz darauf wurde sie zum Flaggschiff der Task Group 50.3 erhoben und attackierte Kwajalein. Die zweite amphibische Landeaktion fand dann zusammen mit der Task Group 58.2 auf den Marshallinseln vom 29. Januar bis 2. Februar 1944 statt.
Durch die Zusammenlegung der Task Groups 58.1, 58.2 und 58.3 bildete das US-amerikanische Flottenoberkommando die zu dieser Zeit stärkste Flugzeugträger-Kampfgruppe, die Fast Carrier Task Force, die während des Angriffs auf Truk am 17. und 18. Februar 1944 acht japanische Schiffe versenkte. Als die Flotte die Marianen anlief, wurde sie von den Japanern frühzeitig entdeckt und sah sich heftigen Luftangriffen ausgesetzt, die aber abgewehrt werden konnten. Saipan, Tinian und Guam konnten kurz darauf am 23. Februar genommen werden.
Zur Reparatur und Überholung des Schiffs fuhr die USS Essex nach diesen Operationen nach San Francisco. Im Juni 1944 traf sie wieder mit der Task Force 58 bei den Marianen zusammen, wo sie bis zum August an den Landeaktionen teilnahm. Die Palau-Inseln waren Anfang September 1944 das nächste Einsatzziel. Kurz darauf flogen ihre Maschinen Attacken gegen Mindanao.

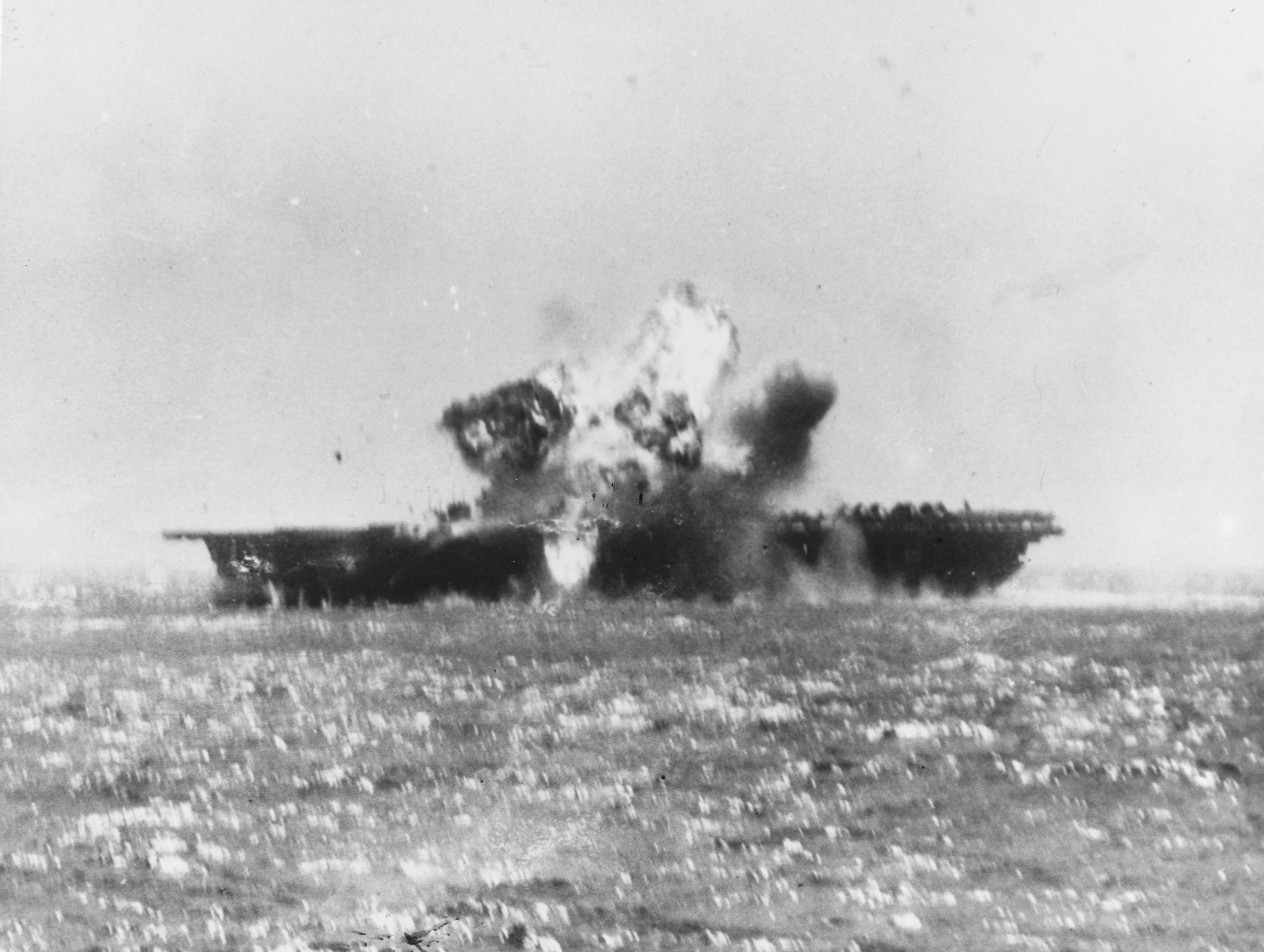
Die Essex wird von einem Tokkotai-Flieger getroffen

Am 25. November 1944 traf ein anfliegender Tokkotai-Flieger (Kamikaze) das Schiff und beschädigte die USS Essex erheblich. Es gelang der Mannschaft aber, das Schiff einigermaßen funktionstüchtig zu halten, so dass die USS Essex weiter an den Kämpfen teilnehmen konnte. Sie unterstützte die amerikanische Landung im Golf von Lingayen auf den Philippinen sowie auf Iwo Jima und Okinawa. Weiterhin flogen ihre Flugzeuge Angriffe im Westpazifik und auf das japanische Mutterland.
Nach dem Kriegsende kam die Rückorder nach Bremerton, Washington, wo die USS Essex am 9. Januar 1947 außer Dienst gestellt und der Reserveflotte zugeteilt wurde.

### Zwischenspiel I
Während der Zugehörigkeit zur Reserveflotte wurde die Essex modernisiert. So bekam sie neben neueren Waffensystemen und Flugzeugen auch einen neuen Kommandoturm. Am 15. Januar 1951 fand die erneute Indienststellung statt und der Flugzeugträger lief nach Hawaii, wo er ausgiebigen Tests unterzogen wurde.

### Koreakrieg
Als Flaggschiff der Träger-Division 1 und Task Force 77 unternahm die USS Essex Mitte 1951 die erste von drei Einsatztouren nach Asien, um an Operationen im Koreakrieg teilzunehmen. Die ersten Kriegseinsätze der mit zwei Strahlturbinen ausgestatteten F2H Banshee fanden am 16. September von Bord der USS Essex statt. Eine der Maschinen stürzte bei ihrer Rückkehr auf das vordere Flugdeck, da der Fanghaken nicht korrekt funktioniere. So konnte das Flugzeug nicht sofort abbremsen und prallte gegen geparkte Flugzeuge sowie eine Barriere. Dies verursachte eine große Explosion, beim dadurch ausgebrochenen Feuer starben sieben Besatzungsmitglieder. Zu diesem Zeitpunkt befand sich laut seiner Biographie der spätere Apollo 11-Astronaut Neil Armstrong als Pilot im Rahmen des Einsatzbefehles an Bord. Da er zum Unfallzeitpunkt für einen Dienst unter Deck eingeteilt war, befand er sich nicht im unmittelbaren Gefahrenbereich. Das Schiff lief danach Yokosuka in Japan an, wo es repariert wurde. Nach ihrer Rückkehr Anfang Oktober flogen ihre Maschinen Einsätze am Fluss Yalu in Korea, um die UNO-Truppen zu unterstützen.
Zusammen mit der 7. Flotte kreuzte die USS Essex im Chinesischen Meer, nahm an Übungen teil und war 1955 auch an der Evakuierung von Nationalchinesen beteiligt, die von der Insel Tachen in unmittelbarer Nähe des kommunistisch kontrollierten Festlands nach Taiwan gebracht wurden.

### Zwischenspiel II

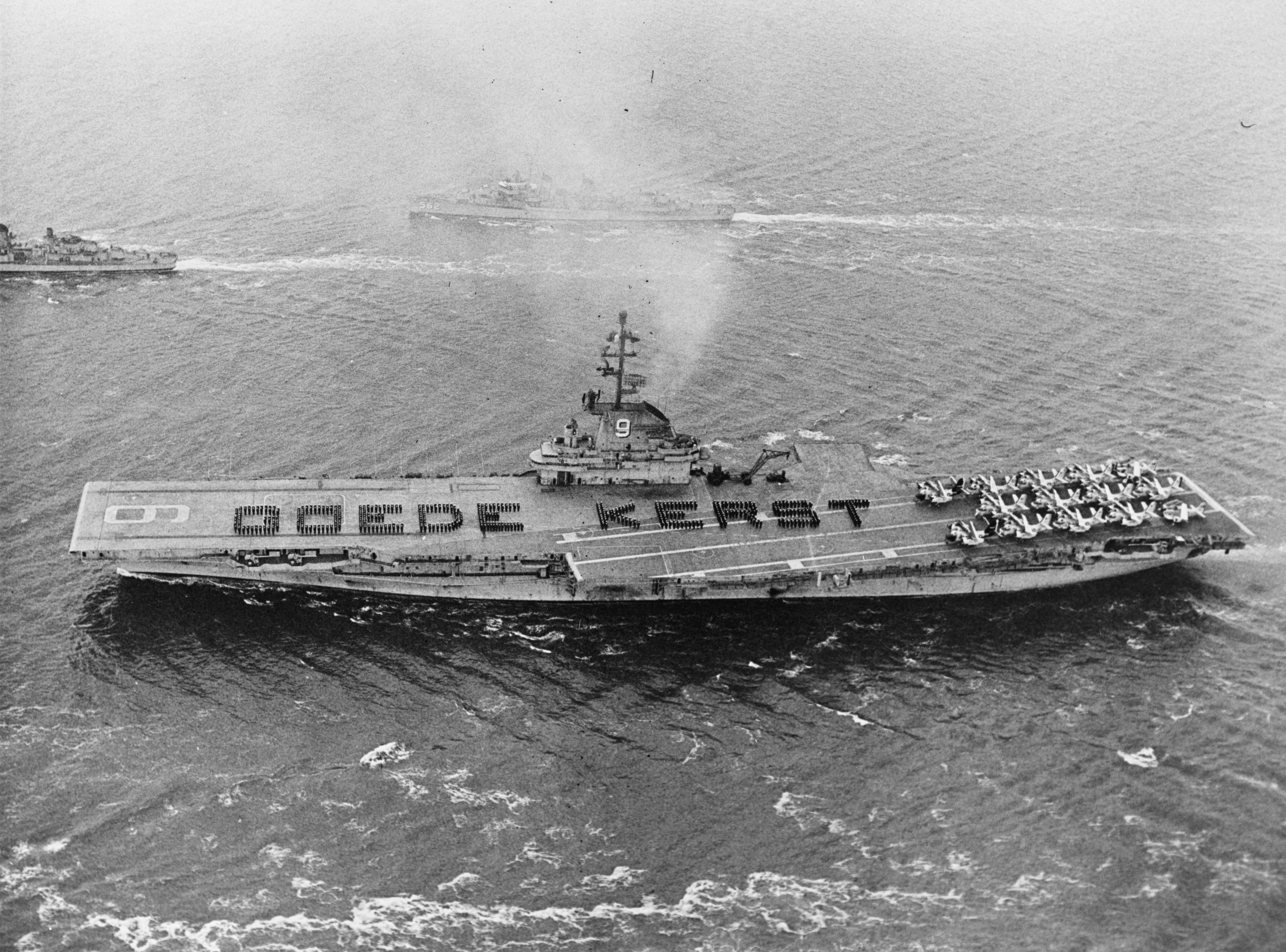
Die Essex beim Einlaufen in Rotterdam

In der Marinewerft im Puget Sound wurde die USS Essex im Zeitraum von März oder Juli 1955 bis März 1956 im Rahmen des SCB-125-Programms modernisiert. Diese Werftliegezeit brachte der USS Essex ein abgewinkeltes Deck, einen geschlossenen Bug („Hurricane-Bow“), neue Flugeinrichtungen (verbesserte Doppel-Bremsseilanlage Mk 7 u. a.), eine Klimaanlage für Teile des Schiffes, verstärkte Notfallbarrieren, einen neuen Flugleitstand, einen neuen Steuerbord-Flugzeugaufzug sowie weitere Umrüstungen. Das Hangardeck konnte nun mit feuerfesten Schotten in drei Abteilungen getrennt werden und die Unterkonstruktion des Flugdecks wurde verstärkt, damit die neuen, wesentlich schwereren, Flugzeugmuster landen konnten, ohne strukturelle Schäden zu verursachen. Die vordere Bremsseilanlage war ausgebaut worden, so dass jetzt die Landung gegen die Fahrtrichtung des Schiffes nicht mehr möglich war. Ein Kuriosum war eine Rolltreppe, die unter dem Brückenaufbau eingebaut wurde und die dort gelegenen Bereitschaftsräume der Flugzeugbesatzungen mit dem Flugdeck verband. So sollten im Alarmfall die Besatzungen schneller zu ihren Maschinen gelangen.
Die Essex gehörte dabei zu den acht Schiffen der Klasse, die nach diesem Modernisierungsprogramm umgebaut wurden und vorher bereits die SCB-27A-Modernisierung durchlaufen hatten.

### Die 1960er-Jahre

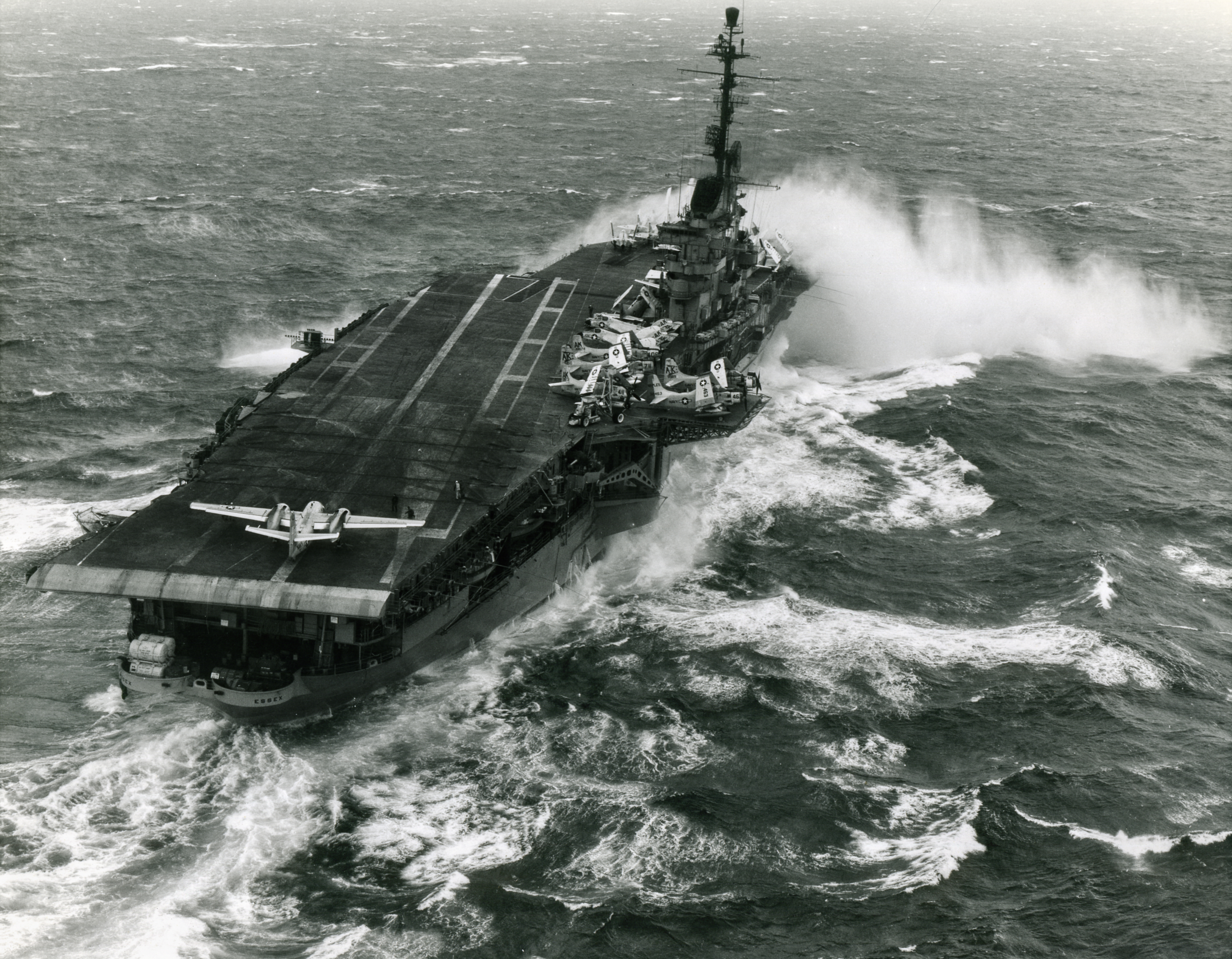
Die Essex in schwerer See – Januar 1960

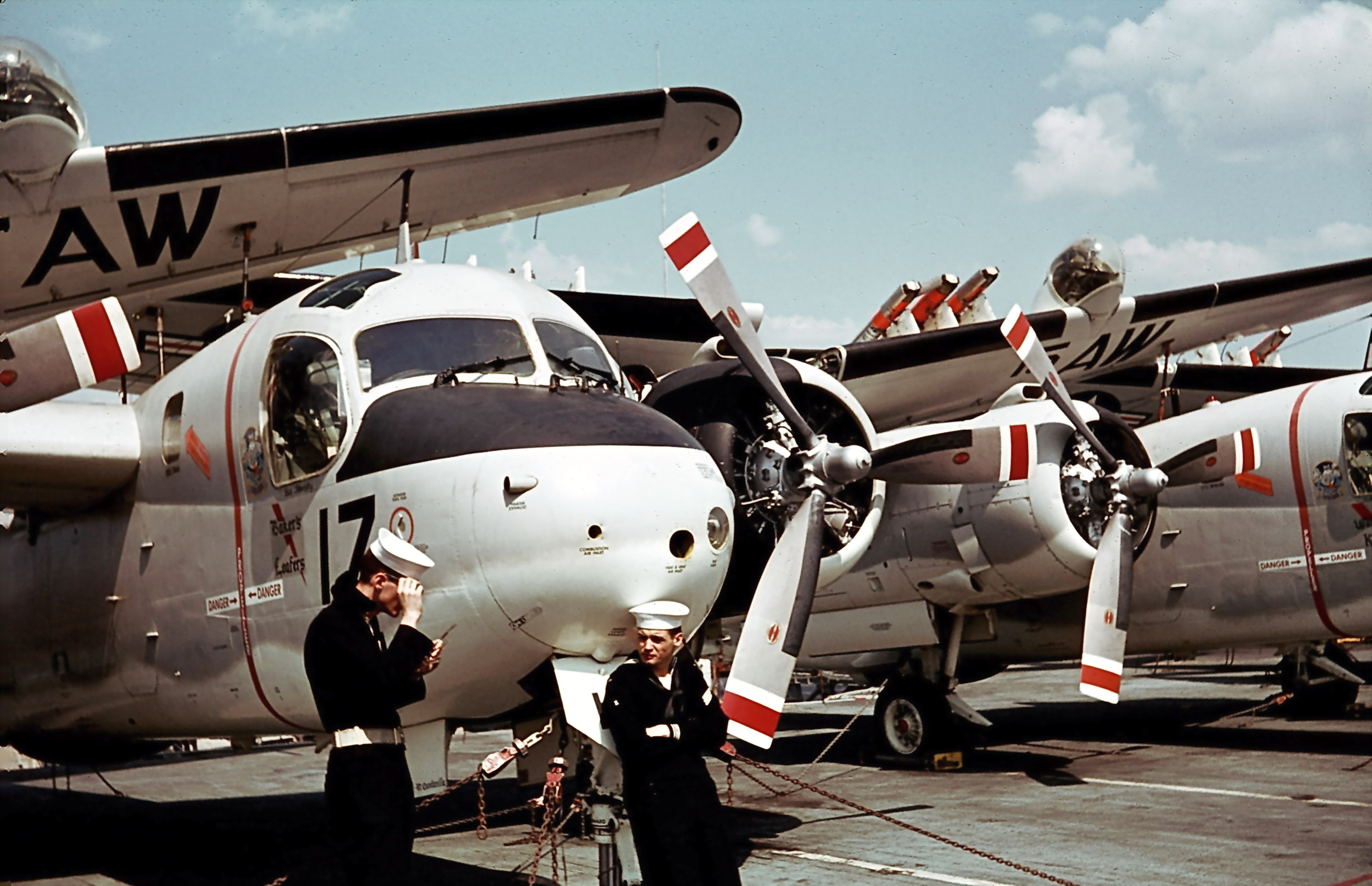
Vertäute Grumman S-2 Flugzeuge zur U-Boot Bekämpfung an Deck der USS Essex, Hamburg Mai 1968

Am Ende der 1950er-Jahre kam die Zuweisung zur Atlantikflotte, der die USS Essex bis auf einen kurzen Pazifikeinsatz bis zu ihrer Dekommissionierung angehörte. Ihr Haupteinsatzgebiet war das Mittelmeer. Dort unterstützte das Schiff US-Operationen im Nahen Osten.
Eine wichtige Rolle spielte die USS Essex als „lead aircraft carrier“ in einer Art Flugzeugträgerkampfgruppe, die nach dem 12. April 1961 in Richtung Kuba für die Schweinebuchtinvasion auslief. An diesem Tag hatte US-Präsident „Kennedy noch auf einer Pressekonferenz nachdrücklich versichert, dass die Vereinigten Staaten nicht die Absicht hätten, sich in kubanische Angelegenheiten einzumischen. Zu diesem Zeitpunkt war die aus sechs Transportschiffen bestehende Flotte schon unterwegs, die zur Tarnung unter den Flaggen von Liberia und Nicaragua fuhr und die die exilkubanischen Truppen und ihre Ausrüstung an Bord hatte. Dazu kamen als Geleitschutz der US-Flugzeugträger Essex, sieben Zerstörer, ein Landungs- und Versorgungsschiff sowie ein  Kriegsschiff als “Reserve„. Der Konvoi hatte auch 35.000 von Pentagon und CIA sorgsam zusammengestellte Pakete mit Waffen und Munition geladen, die nach der Landung in Kuba an die erhofften potentiellen Aufständischen verteilt werden sollten. Doch die Invasoren schafften es nicht, die Waffen an Land zu bringen - und nicht ein einziger der 35.000 Kubaner tauchte auf, für die die Waffen gedacht waren.“
Während des Kalten Krieges 1962 planten die USA ein Seemanöver in der Ostsee mit einem Flottenverband. „Lead Carrier“ war die USS Essex. „Während des zwölftägigen Aufenthalts besuchen rund 35 000 Menschen den Flugzeugträger an der Überseebrücke. Das Seemanöver aber wird abgesagt. Nach dem Mauerbau ein halbes Jahr zuvor will man die Sowjets nicht zu sehr provozieren.“
Im November 1966 fanden im Nordatlantik US-amerikanische Seekriegsübungen statt. Für den 10. November war ein Torpedoschulschießen geplant, an dem die Essex und das erste nuklear betriebene Unterseeboot Nautilus teilnahmen. Der Sicherung des Flugzeugträgers gehörten einige Zerstörer an. Als sich die Nautilus beim Anlauf zum Scheinangriff befand, kam es zu einer Kollision zwischen dem U-Boot und dem Flugzeugträger. Nachdem die Nautilus in unmittelbarer Nähe des Flugzeugträgers ihre Tauchtiefe bis dicht unter die Wasseroberfläche verringert hatte, geriet sie unter dessen Vorschiff. Durch den Zusammenstoß wurde die vordere Verkleidung der auf dem Turm des U-Bootes befindlichen ausfahrbaren Geräte und Anlagen zerstört. Die Essex erhielt ein Leck unterhalb der Wasserlinie. Die Schiffe befanden sich zu diesem Zeitpunkt etwa 360 Seemeilen vor der Küste des US-Bundesstaates North Carolina. Sofort nach der Kollision tauchte die Nautilus auf und nahm zur Beseitigung der Schäden in Begleitung eines Zerstörers Kurs auf New London, Connecticut, dem Marine-Stützpunkt für U-Boote. Die Schäden wurden auf besondere Weisung innerhalb kürzester Zeit behoben. Der Flugzeugträger dagegen lag zur Beseitigung seiner Beschädigungen einige Monate in der Werft.
Im Frühjahr 1968 erfolgte ein weiterer Besuch der USS Essex in Deutschland in den Häfen Hamburg und Kiel. Mit dabei das U-Boot SS 406 (Poacher) und an Deck, Flugzeuge des Typs Grumman S-2 „Tracker“ zur Aufklärung und U-Boot Jagd. Am 25. Mai, als die Essex in der Norwegischen See kreuzt, wurde sie von einer Tupolew Tu-16, einem sowjetischen Bomber mehrfach in sehr niedriger Flughöhe umkreist. Beim vierten Mal berührte die Spitze der Tragfläche die Meeresoberfläche, worauf sich das Flugzeug förmlich „zerlegte“. Von der Essex stiegen Rettungshubschrauber auf, aber niemand der dreiköpfigen Besatzung an Bord des Bombers überlebte.
Die Essex wurde auch dem NASA-Raumfahrtprogramm als Bergungsschiff zugeordnet. Ihr Einsatz kam am 22. Oktober 1968, als die Landekapsel des ersten bemannten Apollo-Flugs, Apollo 7, aus dem Atlantik geborgen wurde. Die Astronauten Walter Schirra, Donn Eisele und Walter Cunningham wurden mit einem Hubschrauber an Bord der USS Essex gebracht.
Am 30. Juni 1969 fand die endgültige Außerdienststellung der Essex statt. Das Schiff wurde am 1. Juni 1973 von der Navy-Liste gestrichen und Mitte 1975 zur Verschrottung verkauft.